# Mary Carlisle
Mary Carlisle (Boston, 3 febbraio 1914 – Woodland Hills, 1º agosto 2018) è stata un'attrice statunitense.

## Biografia
Nata in una famiglia di Boston, suo padre morì quando lei aveva quattro anni e sua madre si risposò successivamente con un imprenditore. Trasferitasi con sua madre a Los Angeles, esordì nel cinema nel 1923, in un ruolo non accreditato nel film Long Live the King.
"Scoperta" artisticamente da Carl Laemmle Jr. quando aveva 14 anni, negli anni '30 lavorò in molti film presso gli Universal Studios e per la Metro-Goldwyn-Mayer. Nel 1932 fu selezionata per far parte della WAMPAS Baby Stars. Tra i film per cui è maggiormente ricordata vi sono anche alcuni musical con Bing Crosby.
Nel 1942 si sposò e dopo il matrimonio si ritirò dal mondo del cinema. Nel 1960 venne inserita nella Hollywood Walk of Fame.
Morì nel 2018 all’età di 104 anni a Woodland Hills (Los Angeles), presso un centro di assistenza sociale per le persone operanti nel settore dello spettacolo.

## Filmografia
- Long Live the King, non accreditata, regia di Victor Schertzinger (1923)
- Come rubai mia moglie (The Girl Said No), non accreditata, regia di Sam Wood (1930)
- Un marito fuori posto (Montana Moon), non accreditata, regia di Malcolm St. Clair (1930)
- Amore bendato (Children of Pleasure), regia di Harry Beaumont (1930)
- Madame Satan (Madam Satan), non accreditata, regia di Cecil B. DeMille (1930)
- La banda dei fantasmi (Remote Control), non accreditata, regia di Nick Grinde, Malcolm St. Clair e, non accreditato, Edward Sedgwick (1930)
- Passion Flower, non accreditata, regia del non accreditato William C. de Mille (1930)
- The Devil's Cabaret, cortometraggio, non accreditata, regia di Nick Grinde (1930)
- The Secret 6, non accreditata, regia di George W. Hill (1931)
- Tante donne e nessuna (The Great Lover), non accreditata, regia di Harry Beaumont (1931)
- Quest'età imprudente (This Reckless Age), regia di Frank Tuttle (1932)
- Hotel Continental, regia di Christy Cabanne (1932)
- Grand Hotel, non accreditata, regia di Edmund Goulding (1932)
- Night Court, regia di W. S. Van Dyke (1932)
- Now's the Time, cortometraggio, regia di Harry Edwards (1932)
- Ship A Hooey!, cortometraggio, regia di Harry Edwards (1932)
- Down to Earth, regia di David Butler (1932)
- Catene (Smilin' Through), non accreditata, regia di Sidney Franklin (1932)
- Her Mad Night, regia di E. Mason Hopper (1932)
- Men Must Fight, regia di Edgar Selwyn (1933)
- College Humor, regia di Wesley Ruggles (1933)
- Ladies Must Love, regia di Ewald André Dupont (1933)
- Saturday's Millions, regia di Edward Sedgwick (1933)
- La reginetta dei Sigma Chi (The Sweetheart of Sigma Chi), regia di Edwin L. Marin (1933)
- East of Fifth Avenue, regia di Albert S. Rogell (1933)
- Should Ladies Behave, regia di Harry Beaumont (1933)
- Palooka, regia di Benjamin Stoloff (1934)
- This Side of Heaven, regia di William K. Howard (1934)
- Once to Every Woman, regia di Lambert Hillyer (1934)
- Il mistero del vagone letto (Murder in the Private Car), regia di Harry Beaumont (1934)
- Handy Andy, regia di David Butler (1934)
- Million Dollar Ransom, regia di Murray Roth (1934)
- That's Gratitude, regia di Frank Craven (1934)
- Kentucky Kernels, regia di George Stevens (1934)
- Girl O' My Dreams, regia di Ray McCarey (1934)
- Grand Old Girl, regia di John S. Robertson (1935)
- The Great Hotel Murder, regia di Eugene Forde (1935)
- Notte gialla (One Frightened Night), regia di Christy Cabanne (1935)
- Champagne for Breakfast, regia di Melville W. Brown (1935)
- The Old Homestead, regia di William Nigh (1935)
- It's in the Air, regia di Charles Reisner (1935)
- Super-Speed, regia di Lambert Hillyer (1935)
- Kind Lady, regia di George B. Seitz (1935)
- Love in Exile, regia di Alfred L. Werker (1936)
- Lady Be Careful, regia di Theodore Reed (1936)
- Hotel Haywire, regia di George Archainbaud (1937)
- Double or Nothing, regia di Theodore Reed (1937)
- Hold 'Em Navy, regia di Kurt Neumann (1937)
- Tip-Off Girls, regia di Louis King (1938)
- Doctor Rhythm, regia di Frank Tuttle (1938)
- Hunted Man, regia di Louis King (1938)
- Touchdown, Army, regia di Kurt Neumann (1938)
- Illegal Traffic, regia di Louis King (1938)
- Say It in French, regia di Andrew L. Stone (1938)
- Fighting Thoroughbreds, regia di Sidney Salkow (1939)
- Inside Information, regia di Charles Lamont (1939)
- Hawaiian Nights, regia di Albert S. Rogell (1939)
- Beware Spooks!, regia di Edward Sedgwick (1939)
- Call a Messenger, regia di Arthur Lubin (1939)
- Rovin' Tumbleweeds, regia di George Sherman (1939)
- Balla, ragazza, balla (Dance, Girl, Dance), regia di Dorothy Arzner e, non accreditato, Roy Del Ruth (1940)
- Rags to Riches, regia di Joseph Kane (1941)
- Torpedo Boat, regia di John Rawlins (1942)
- Morgan il bandito (Baby Face Morgan), regia di Arthur Dreifuss (1942)
- Cyclops il vampiro (Dead Men Walk), regia di Sam Newfield (1943)